# ماخووینو
ماخووینو (به لاتین: Machowino) یک روستا در لهستان است که در گمینا اوستکا واقع شده‌است. ماخووینو ۵۰۰ نفر جمعیت دارد.